# Max Haushofer (kunstner)
 For alternative betydninger, se Max Haushofer. (Se også artikler, som begynder med Max Haushofer)
Maximilian (Max) Joseph Haushofer (født 20. september 1811 i Nymphenburg ved München, død 24. august 1866 ved Starnberg-søen) var en tysk landskabsmaler. Han var far til Karl og Max Haushofer
Haushofer, som for en stor del uddannede sig på egen hånd under lange og omfattende rejser og 1844 blev professor ved Kunstakademiet i Prag, har malet pragtfulde landskaber (med udmærkede skymasser) fra Bayerns Højslette; mange værker findes i offentlige samlinger, ved Akademiet i Wien, Rudolfinum i Prag, Nye Pinakotek i München (Walchensee, 1856), Museet i Hannover (Königsee) med flere.